# 리금철
리금철(1987년 5월 18일 ~ )은 조선민주주의인민공화국의 축구 선수로 포지션은 미드필더 겸 공격수이며 현재 월미도체육단 소속이다.

## 클럽 경력
월미도체육단 입단 후 2015년 홰불컵 우승, 2015년 포천보체육대회 4강 진출에 일조했다.

## 국가대표팀 경력
2007년 6월 19일 몽골과의 2008년 동아시아 축구 선수권 대회 예선 2라운드 1차전에서 멀티골을 터뜨렸고 이어 마카오와의 2차전에서도 멀티골을 터뜨리며 팀의 결승리그 진출에 기여했으며 2008년 8월 24일 카타르와의 친선 경기에서도 득점을 기록했다.
이후 2019년 AFC 아시안컵 본선에 참가했으나 팀은 3전 전패·E조 꼴찌로 2회 연속 아시안컵 조별리그에서 탈락했다.